# Schönstein Sándor
Schönstein Sándor (Sátoraljaújhely, 1898. augusztus 5. – Bergen-belseni koncentrációs tábor, 1945. április) magyar orvos, kommunista pártmunkás.

## Élete
Schönstein József kocsmáros és Krausz Rezsi fiaként született. Középiskolai tanulmányait 1908 és 1916 között a Kegyes-Tanítórendiek vezetése alatt álló Sátoraljaújhelyi Római Katolikus Főgimnáziumban végezte. A prágai Károly Egyetem Orvostudományi Karán megszerzett oklevével hazatért és a budapesti Kaszab-poliklinika bőrgyógyászatán helyezkedett el, majd belépett a Magyarországi Szociáldemokrata Pártba. Irányításával 1930-ban megalakult a párt baloldali orvoscsoportja, mely 1932-ben négy napos sztrájkot hirdetett, mellyel kivívták követeléseik teljesítését, ám a párt még ez évben kizárta soraiból. Jelentős szellemi tevékenységet folytatott, a kommunista párt illegális lapjaiba rendszeresen publikált (100%, Társadalmi Szemle, Gondolat). 1933 áprilisában a budapesti királyi ügyészség osztály elleni izgatás és az állami és társadalmi rend felforgatása irányuló vétséggel vádat emelt ellene a Marxizmus füzetekben megjelent cikkei miatt. Védelmében azt hozta fel, hogy külföldi könyvekből fordított részleteket és az inkriminált cikkek csupán közgazdasági szempontból foglalkoznak a marxizmussal. Végül a törvényszék csak a társadalmi rend felforgatására irányuló izgatás vétségét állapította meg, mivel a „ [cikkek] a Marx-féle elvekkel olyan hangnemben foglalkoznak, amelyet sem a munkás, sem a gazdatársadalom nem is érthetett volna meg” és elrendelte a füzetek elkobzását.
1944 júniusában feleségével és két gyermekével együtt Ausztriába deportálták, ahonnan később a bergen-belseni haláltáborba került, ahol a tábor felszabadítása előtt néhány nappal életét vesztette.

## Művei
- Beszámoló 1500 bőrbajos beteg fénnyel való kezelésének eredményéről. (Gyógyászat, 1925, 1.)
- A spiritizmus társadalmi jelentősége. (100%, 1927, 1.)
- Az egyke problémái. (100%, 1928, 8.)
- II. Ifjúsági és szexuális tanácsadás. (Szocializmus, 1931, 2.)